# Sherlock Holmes (série télévisée, 2013)
Pour les articles homonymes, voir Sherlock Holmes (série télévisée).
Sherlock Holmes est une mini-série russe inspirée de l'œuvre d'Arthur Conan Doyle, réalisée par Andreï Kavoune. Les seize épisodes d'environ 50 minutes sont diffusés sur Rossiya 1 de 18 novembre 2013 à 28 novembre 2013.

## Synopsis
L'action se déroule dans l'Angleterre victorienne, dans le dernier quart du XIXe siècle.
Le détective amateur de 27 ans Sherlock Holmes devient témoin accidentel d'un crime aux côtés du Dr John Watson, un médecin militaire vétéran de guerre en Afghanistan. Au cours de l'enquête, Watson, n'ayant pas encore d'appartement à Londres, s'installe avec Holmes dans la maison en demi-pension de Mrs Hudson au 221B Baker Street, puis participe aux enquêtes de son nouvel ami. Holmes prend des cours de boxe auprès de Watson qui est lui-même un boxeur expérimenté, capable d'affronter plusieurs adversaires à mains nues. 
Considérant Holmes comme un génie, Watson décide de raconter ses aventures que son inspiration embellit trop souvent, il est aidé dans cette tache par le rédacteur en chef du journal Morning Chronicle. 
Les deux amis sont souvent invités à participer aux enquêtes menées par l'inspecteur de Scotland Yard Lestrade. En face du brillant détective se trouve le professeur Moriarty et son organisation criminelle, dont les tentacules ont pénétré la police de Londres et même le Royal Mint.
Parallèlement, le spectateur assiste au développement de la relation amoureuse entre Watson et Mrs Hudson, cette dernière se montre souvent jalouse envers l'amitié entre son homme et l"excentrique détective.

## Textes adaptés
- Une étude en rouge, Peter le Noir et Charles Auguste Milverton - épisode 221 B Baker Street
- Une étude en rouge et Le Signe des quatre - épisode Pierre - feuille - ciseaux
- Un scandale en Bohême et Les Plans du Bruce-Partington - épisode Pagliacci
- Le Chien des Baskerville et Le Signe des quatre - épisode Maîtresses de Lord Maulbrae
- Le Rituel des Musgrave et Le Chien des Baskerville - épisode Le Rituel des Musgrave
- La Ligue des rouquins, Les Trois Garrideb et Le Pouce de l'ingénieur - épisode Halifax
- Un scandale en Bohême et Le Dernier Problème - épisode Le Dernier Problème de Holmes
- Les Plans du Bruce-Partington et La Maison vide - épisode Le Chien des Baskerville

## Fiche technique
- Titre original : Sherlock Holmes
- Réalisateur : Andreï Kavoune
- Scénario : Andreï Kavoune, Oleg Pogodine, Zoïa Koudria
- Musique : Garry Miller
- Société de production : Rossiya 1
- Pays d'origine : Russie
- Langue : russe
- Format : Couleur - 35 mm - 1,33:1 - Mono
- Durée : 16 épisodes de 50 minutes
- Genre : policier
- Date de sortie :  Russie : 18 novembre 2013

## Distribution
- Igor Petrenko : Sherlock Holmes / Mycroft Holmes
- Andreï Panine : Docteur Watson
- Ingeborga Dapkūnaitė : Mrs Hudson
- Mikhaïl Boïarski : Inspecteur Lestrade
- Leanca Grâu : Irène Adler
- Aleksey Gorbounov : professeur Moriarty
- Svetlana Krioutchkova : reine Victoria
- Alexandre Goloubev : Reginald Musgrave
- Leonid Iarmolnik : Branton, majordome de Musgrave
- Andreï Merzlikine : Helifax/Traut/Backley
- Alexandre Adabachyan : rédacteur du Morning Chronicle
- Elizaveta Boïarskaïa : Louise Bernett
- Igor Skliar : Thaddeus Sholto
- Daria Jurgens : Jessica Kerry
- Anatoli Roudakov : Inspector Tracy
- Danila Chevtchenko : Arthur Cadogan West
- Rina Grichina : Violet Westberry
- Oleg Feodorov : Guillaume II
- Mikhaïl Evlanov : Peter Small
- Sergueï Migitsko : Philip McIntyre
- Olga Krasko : Lisa Baker
- Alexandre Bachirov : greffier
- Fiodor Stoukov : Jabez Wilson, roux de la Ligue des Rouquins
- Semion Strougatchiov : Charles Gauthier, Ambassadeur de France
- Iaroslav Boïko : ambassadeur américain